# Сегрегација (челик)
Сегрегација у челику је појава да се лакше топиве фазе (најчешће једињења сумпора, фосфора, арсена) окупљају (сегрегирају) у течној фази. На крају процеса очвршћавања течна фаза богата једињењима поменутих елемената, очвршћава по границама зрна, што касније та места чини изузетно осетљивим на механичко напрезање.